# Nazionale femminile di pallavolo dello Sri Lanka
La nazionale femminile di pallavolo dello Sri Lanka è una squadra asiatica ed oceaniana composta dalle migliori giocatrici di pallavolo dello Sri Lanka ed è posta sotto l'egida della Federazione pallavolistica dello Sri Lanka.

## Risultati

### Competizioni AVC
| 1975 | non qualificata | -            |
| 1979 | non qualificata | -            |
| 1983 | non qualificata | -            |
| 1987 | non qualificata | -            |
| 1989 | non qualificata | -            |
| 1991 | 12º posto       | Convocazioni |
| 1993 | 14º posto       | Convocazioni |
| 1995 | non qualificata | -            |
| 1997 | non qualificata | -            |
| 1999 | non qualificata | -            |
| 2001 | 9º posto        | Convocazioni |
| 2003 | non qualificata | -            |
| 2005 | non qualificata | -            |
| 2007 | 10º posto       | Convocazioni |
| 2009 | 14º posto       | Convocazioni |
| 2011 | 12º posto       | Convocazioni |
| 2013 | 15º posto       | Convocazioni |
| 2015 | 14º posto       | Convocazioni |
| 2017 | 13º posto       | Convocazioni |
| 2019 | 13º posto       | Convocazioni |
| 2023 | non qualificata | -            |